# (31559) Alonmillet
1999 ED12 (asteroide 31559) é um asteroide da cintura principal. Possui uma excentricidade de 0.09026090 e uma inclinação de 6.12282º.
Este asteroide foi descoberto no dia 15 de março de 1999 por LINEAR em Socorro.